# 広津柳浪
広津 柳浪（ひろつ りゅうろう、1861年7月15日〈文久元年6月8日〉 - 1928年〈昭和3年〉10月15日）は、日本の小説家。小説家の広津和郎は子。

## 生涯
肥前国長崎材木町に、「富津南嶺」と名乗って開業していた久留米藩士・医師広津俊蔵（のち弘信に改名、外交官となる）、りう（柳子）の次男として生れた。幼名は金次郎。少年時より漢籍を学び、軍記物、読本などに熱中した。
9歳の時に、狼藉を犯して父から切腹を命じられたが、伯母サワが嫁いでいた肥前国田代在酒井村（現・佐賀県鳥栖市）の磯野に取りなされて磯野家に預けられ、姫方村の塾で漢学などを学んだ。2年後久留米を経て長崎に帰り、1873年（明治6年）に長崎市向明学校に入学。翌年一家が東京麹町に移ったため、番町小学校に入り、好成績で卒業。外国語学校でドイツ語を学び、東大医学部予備門に入った。だが1878年（明治11年）、肺尖カタルを病み、そのまま退学する。この年の春、父の友人五代友厚にさそわれて大阪へ行き、見習いとして五代家に居候することになった。結果、農商務省の官吏となったが、それよりも『南総里見八犬伝』『水滸伝』などを読み、文学へ興味を示し、役人になる気が無く免職になる。1883年に父母が亡くなり、没落、放浪する。
1887年（明治20年）、友人の画家・山内愚仙の勧めで処女作「女子参政蜃中楼」を、柳浪子と号して『東京絵入新聞』に連載する。1888年、蒲池鎮厚の娘寿美子と結婚、博文館に入り尾崎紅葉を知ると、硯友社同人となり「残菊」で認められた。『東京中新聞』、『都新聞』、『改進新聞』などを転々とし、「おのが罪」などを発表。1891年（明治24年）には和郎が生れている。1895年頃から客観描写に力を入れ、「変目伝（へめでん）」を『読売新聞』2月4日 - 3月2日に連載、「黒蜥蜴」（『文芸倶楽部』1895年5月号）などで下層社会の悲惨な実態を描く独自の作風を築き、川上眉山や泉鏡花などの観念小説に対して、「深刻小説」、「悲惨小説」と呼ばれる。さらに写実的な心理描写を強め、「今戸心中」（『文芸倶楽部』1896年7月）、「河内屋」（『新小説』1896年9月）、「畜生腹」（1897年）などで評価を高め、樋口一葉と並ぶ評判を得る。

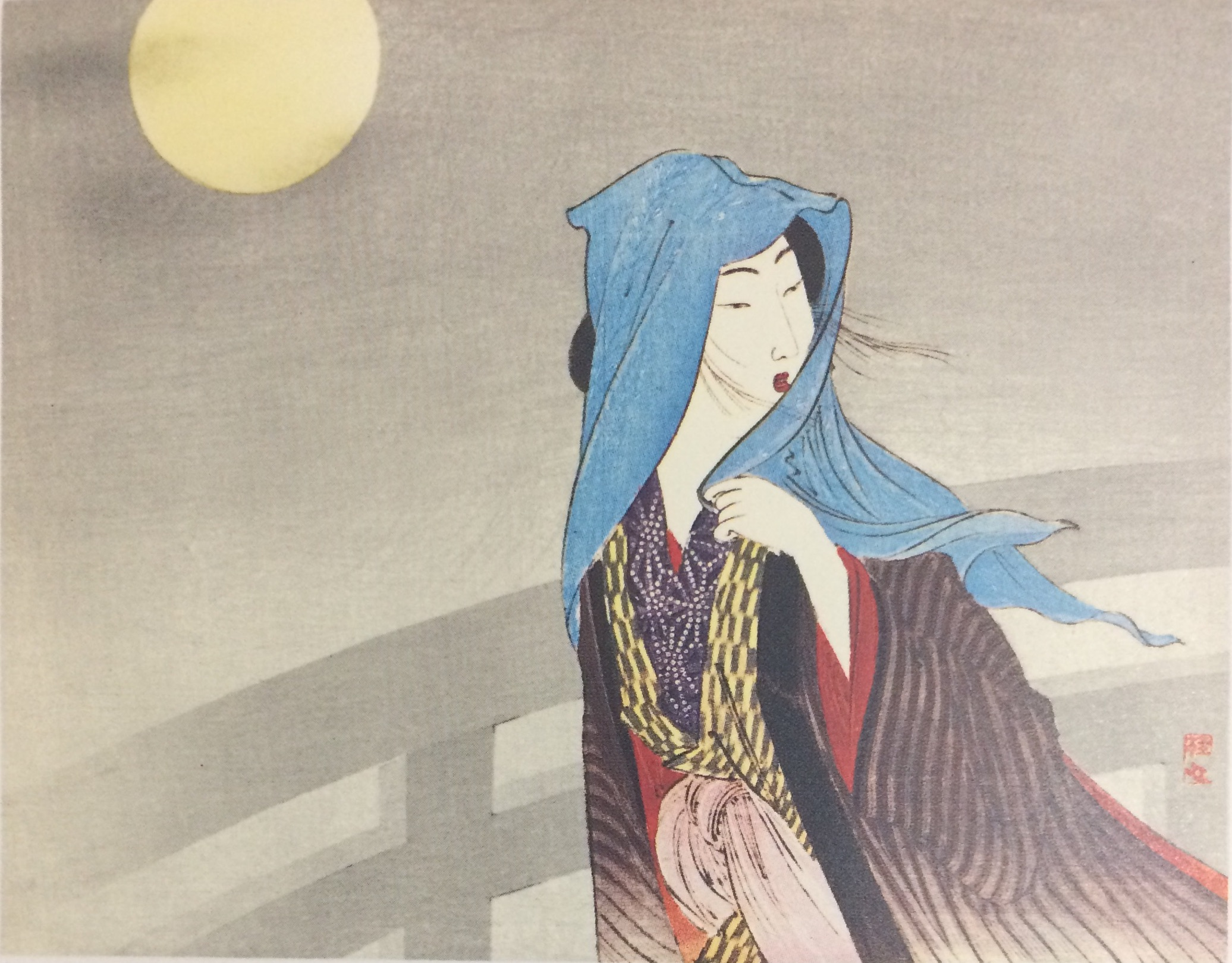
『文芸倶楽部』1896年7月号「今戸心中」口絵（武内桂舟画）

1898年に寿美子死去、同年永井荷風入門。1902年、高木武雄の娘潔子と再婚。1904年頃に若手を集めた同人誌「にひしお」を始め、自身も日露戦争で兵士を送る民衆を描いた「昇降場」を執筆。1908年長編「心の火」を『二六新報』に連載した後、創作活動は低調になり、1911年に創作活動は停止した。
1913年に家賃を滞納して霞町の借家から追い立てられ、麻布に移るが、この頃和郎の訳した『女の一生』が売れて、生活苦からは救われる。翌年結核で名古屋の兄のところで療養することになり、和郎に生活のために『毎夕新聞』への就職を世話する。1915年に和郎の紹介で、実業之日本社から作品集「柳浪傑作集」を出して生活費に充て、知多半島の師崎の病院に移る。翌年和郎が片瀬に移ると、夫妻でそこに同居。1928年、数年来の肺病の上に心臓麻痺のため大森区馬込の自宅で死去した。戒名は蒼々院釈績文柳浪居士。

## 作品
「河内屋」について雑誌『めざまし草』の「雲中語」欄で、幸田露伴は「底光りする」文章に「我が敬服するところ」と評し、森田思軒は「雲中語有て以来はじめて観る所の佳作」と激賞した。これらいわゆる悲惨小説は、その後の自然主義小説に影響を与え、また実在社会への着眼は社会小説への機運に繋がった。
著作リスト
- 女子参政蜃中楼 大原武雄 1889（明治文学全集）
- 花の命 吉岡哲太郎 1889.11
- 絵姿 / 広津蒼々園 中央新聞社 1891.10
- おのが罪 吉岡書店 1892.12
- 五枚姿絵 春陽堂 1892.4
- いとし児 春陽堂 1894.6 (文学世界)
- 落椿 精完堂 1894.4
- 狂美人 金桜堂 1894.12
- 畜生塚 今古堂 1894.1
- 変目伝 『読売新聞』1895年2月4日-3月5日 - 神田淡路町の洋酒店埼玉屋の主人伝吉は、二十七八歳で、身長は3尺そこそこ、左の目尻から頬にかけて火傷のひっつりがあり、一寸法師、蜘蛛男、変目伝（へめでん）とよばれている。伝吉はそのくやしさに人一倍働き、信用も得て、いちはやく店も持たせてもらい、小使いもつかい、相応の暮らしをしている。老母は、早く結婚して初孫を抱きたいと希望するが、伝吉は寂しい微笑でこたえる。伝吉がひそかに妻にと望んでいるのが、猿楽町の薬種屋仁寿堂の主人の妹、ことし17歳のお浜。開業以来のお得意として出入りするうちに、お浜がいつも笑顔で迎えるのを自分の可笑しさのためとも知らず、店を手伝う主人の従弟定二郎からいたずらでお浜にも気があると言われ、真剣に恋する。定二郎に意中を打ち明け、仲立ちをたのみ、機嫌取りにたびたび料理屋にさそう。定二郎はそのたびでたらめの色よい返事ばかり、伝吉の弱みにつけ込み、吉原に引き出したり、小遣いを借りたり。伝吉の貯金もなくなり、商売にも差し支え、店を抵当に高利のかねを借り、期限が来ても返すあてはない。伝吉は知り合いの質屋の番頭常蔵に融通をたのむと、仁寿堂が保証にたつならばと言われる。定二郎に、主人に願ってくれるように頼み、それを取り次がないうちに、期限の日が来る。伝吉は窮余の策でかねを出させようと常蔵を小料理屋で酔い潰して承知させようとし、かなわず、吉原に連れ込んで遊ばせた帰途、吉原田圃で手拭いで絞殺してかねを奪う。やがて伝吉は捕らえられ、そのときもまだ定二郎の言葉を信じている。母と女房、約束してあるお浜は何も知らないからお慈悲を願いますと係官にそればかり。仁寿堂の主人はふびんに思ってお浜の名前でささやかな差し入れをさせ、伝吉はそれを手にしてうれし泣きに泣く。
- 黒蜥蜴 1895.5『文藝倶楽部』 - 大工与太郎は、仲間からぐず、交際しらずと、言われ、ののしられるが、養父吉五郎のふきげんな顔を見るのがいやで、いくら働いても飲んだくれの吉五郎の酒代に追いかけられる。二十五六で一人前の腕前になり、棟梁は結婚をすすめてもことわられ、吉五郎に会いむりやり承知させる。しかし1人目、2人目、3人目と6人目まで妻は30日と居つかないで暇を取るが、それは舅の不倫な仕打ちのせい。与太郎が、父に迫られて結婚したのが7人目のお都賀、ひどい醜婦で、吉五郎は「半目の蟾蜍（はんめのひきがえる）」とののしりながら、魔の手をのばそうとする。お都賀は夫の優しい愛情にすがり、逃げ出しもせず、つらくあたる吉五郎に仕える。子供もでき、吉五郎の不機嫌は頂点に達し、お都賀の唯一の慰めは子供の笑顔、忍苦の日々を過ごす。ある日井戸端の世間話で「亭主投げるにゃ、どの手がよかろ、青い蜥蜴に蠅取蜘蛛混ぜて」という昔からの小唄を聞き、自分の思いに毒矢のように突き刺さる思いでぞっとする。その四五日後、与太郎が深夜に帰宅すると、父吉五郎が吐血して死んでいるかたわらには、お都賀の遺書が遺されていた。
- 葉山嵐 / 蒼々園 今古堂 1895.10
- 河内屋 1896.3『新小説』 - 神田明神下、町内の資産家重吉の住居の軒燈には、河重とある。そこには、30歳前の主人重吉、妻お染19歳、重吉の弟清二郎22歳が住んでいる。お染は清二郎と結婚するはずであったのに、お染の姉で重吉と結婚するはずであったお久が病死したため、両家の相談で、お久のかわりに重吉と結婚した。清二郎は、お染を兄重吉にとられてばかばかしくくやしく、両親が死に、兄重吉の家で毎日お染の顔を見るようになってなおさらである。お染も不本意、悲しさが外に現われ、病気がちであるから、重吉は結婚生活の面白くなさに、弟清二郎と妻お染との仲までうたがい、下谷の凄腕の女お弓にはまり、家に引き入れようとする。お弓は芸者に出ていたころ、清二郎に会って胸を焦したこともあり、河内屋に乗り込む気になる。ある夜、お弓は清二郎に酒をすすめて言い寄り、むげにはねつけられる。以来、重吉とお弓はお染をさらにはげしく虐げるようになり、お染は断食して死をまつようになり、清二郎はいっそのことお弓の意にしたがって駆け落ちして兄夫婦の和解をはかろうと、酒の力を借りてお弓の閨に忍び込むと、居ないと思った重吉がそこに枕を並べていて、清二郎は泥棒と間違えられて、仕込杖で追われる。とっさに手にしたそろばんで防ぐひょうしに、重吉を打って昏倒させ、立ち騒ぐお弓を蚊帳ごしに切りつけ、お染の部屋に行く。幼時から相思相愛の2人は、はじめてはばからずに手を取り合い、心中をとげる。
- 段だら染 春陽堂 1896.12
- 『一人娘』春陽堂、1896年4月23日。
- 異り種 春陽堂 1897.1
- 女馬士 春陽堂 1898.3 (春陽文庫)
- 心中二つ巴 駸々堂 1900.10
- 摺上川 金桜堂 1901.10
- 明治才子久松幹雄 日吉堂 1901.6
- 乱菊物語 春陽堂 1902.12
- あやめぐさ 春陽堂 1903.8
- 柳さくら 駸々堂 1904.1
- 目黒巷談 今古堂 1905.6
- 仇と仇 / 広津柳浪(直人) 隆文館 1905.12
- をとこ気 隆文館 1905.1
- 絵師の恋 春陽堂 1906
- 河内屋 春陽堂 1906.6
- 自暴自棄 春陽堂 1906.9
- 二筋道 今古堂 1905-1906
- めなみ男波 堺屋石割書店 1906.5
- 横恋慕 今古堂 1906
- 形見の笄 春陽堂 1907.11
- 世間 祐文社 1907.6
- 姫様阿辰 春陽堂 1907.12
- 松山颪 隆文館 1907.8[3]
- 復讐 今古堂 1907-1908
- 人 金尾文淵堂 1910.1
- 変目伝 新潮社 1918
- 紫被布 天佑社 1919 (明治傑作叢書)

死後刊行
- 今戸心中 1951 (岩波文庫)
- 河内屋・黒蜴蜒 1952 (岩波文庫)
- 明治文学全集　広津柳浪集　筑摩書房　1965.5
- 定本広津柳浪作品集 紅野敏郎、広津桃子編 冬夏書房 1982.12
- 明治の文学・広津柳浪 筑摩書房 2001.10

## 家族・親族
父母
- 父：広津弘信 - 久留米藩士で新政府では外交官。
- 母：（永富）柳子

妻
- 須美 - 蒲池鎮厚の娘。祖父は西国郡代などを務めた旗本蒲池鎮克（窪田鎮勝）。27歳で没[4]
- キヨ（潔子） - 後妻[4]

兄弟姉妹
- 兄：正人
- 弟：武人 - 27歳で没[4]
- 妹：のぶ（宣子） - 枢密院議長倉富勇三郎の妻。

子
- 長男：俊夫
- 次男：広津和郎 - 作家。柳浪と須美の息子。
- 養女：元子

その他の縁戚者
- 広津桃子 - 作家。和郎の娘で柳浪にとっては孫。
- 馬田昌調 - 柳浪の祖父（広津弘信の父）。医業のかたわら戯作を書き、柳浪と号した。

## 展覧会
- 特別展「広津柳浪・和郎・桃子展―広津家三代の文学―」、会期：1998年4月11日 - 5月17日、会場：神奈川近代文学館、主催：県立神奈川近代文学館、財団法人神奈川文学振興会編集委員、編集委員：阿川弘之、中島国彦、橋本迪夫、松原新一[5]